# أمن بشري
الأمن البشري هو نموذج لفهم نقاط الضعف العالمية الي أنصار الطعن في المفهوم التقليدي للأمن القومي بالقول إن المرجع الصحيح لتحقيق الأمن ينبغي أن يكون الفرد وليس الدولة. الأمن البشري الذي يحمل وجهة نظر الناس محورها الأمن أمر ضروري لتحقيق الاستقرار الوطني والإقليمي والعالمي.
برز هذا المفهوم من فهم ما بعد الحرب الباردة متعدد التخصصات، والأمن يشمل عددا من المجالات البحثية، بما في ذلك دراسات التنمية والعلاقات الدولية والدراسات الاستراتيجية، وحقوق الإنسان. برنامج الأمم المتحدة الإنمائي لعام 1994 تقرير التنمية البشرية ويعتبر منشور معلما في مجال الأمن البشري، وحجتها بأن تأمين «التحرر من الفاقة» و«التحرر من الخوف» لجميع الأشخاص هو أفضل طريق لمعالجة مشكلة انعدام الأمن العالمي. المشار إليها في كثير من الأحيان مجموعة واسعة من مناقشات السياسات العالمية والمجلات العلمية، غالبا ما يتم تدريسه في الجامعات أمن الإنسان كجزء من العلاقات الدولية، والعولمة، أو دراسات حقوق الإنسان.

## مفهوم

### تعريف برنامج الأمم المتحدة الإنمائي لعام 1994
الدكتور محبوب الحق استرعى الاهتمام الأول عالميا لمفهوم الأمن البشري في برنامج الأمم المتحدة الإنمائي تقرير التنمية البشرية 1994 وسعت للتأثير على القمة العالمية للامم المتحدة عام 1995 بشأن التنمية الاجتماعية في كوبنهاغن. تعريف برنامج الأمم المتحدة الإنمائي لعام 1994 تقرير التنمية البشرية لأمن الإنسان يقول أنه ينبغي توسيع نطاق الأمن العالمي ليشمل التهديدات في سبعة مجالات هي:

Coloured world map indicating مؤشر التنمية البشرية (as of 2008). Countries coloured green exhibit high human development, those coloured yellow/orange exhibit medium human development, and those coloured red exhibit low human development.

The 2003 map

- الأمن الاقتصادي -- الأمن الاقتصادي يتطلب وجود دخل مضمون الأساسية للأفراد، وعادة ما تكون من عمل منتجة ومجزية، أو كملاذ أخير، من شبكة الأمان التي يمولها القطاع العام. في هذا المعنى، فقط حوالي ربع سكان العالم في الوقت الحاضر آمنة اقتصاديا. في حين أن مشكلة الأمن الاقتصادي قد تكون أكثر خطورة في البلدان النامية، والقلق ينشأ أيضا في البلدان المتقدمة أيضا. مشاكل البطالة تشكل عاملا هاما الكامنة وراء التوتر السياسي والعنف العرقي.
- الأمن الغذائي -- الأمن الغذائي يتطلب من جميع الناس في جميع الأوقات من الحصول على حد سواء المادية والاقتصادية على المواد الغذائية الأساسية. ووفقا للأمم المتحدة، ومدى توافر المواد الغذائية عموما ليست مشكلة، بل المشكلة هي في كثير من الأحيان سوء توزيع المواد الغذائية ونقص في القدرة الشرائية. في الماضي، تم التعامل مع مشاكل الأمن الغذائي على المستويين الوطني والعالمي. ومع ذلك، تقتصر آثارها. وفقا للامم المتحدة، والمفتاح هو لمعالجة المشاكل المتعلقة بالحصول على العمل والأصول والإيرادات المضمونة (المتصلة بالأمن الاقتصادي).
- الأمن الصحي -- الأمن الصحي يهدف إلى ضمان الحد الأدنى من الحماية من الأمراض، وأنماط الحياة غير الصحية. في البلدان النامية، فإن الأسباب الرئيسية للوفاة كانت تقليديا من الأمراض المعدية والطفيلية، في حين أنه في البلدان الصناعية، وكانت أهم مسببات الوفاة من أمراض الدورة الدموية. اليوم، ونمط الحياة المرتبطة بالأمراض المزمنة وتقود القتلة في جميع أنحاء العالم، مع 80 في المئة من الوفيات الناجمة عن الأمراض المزمنة تحدث في البلدان المنخفضة والمتوسطة الدخل. ووفقا للأمم المتحدة، في كل من البلدان النامية والصناعية، والأخطار التي تهدد الأمن الصحي وعادة ما تكون أكبر بالنسبة للفقراء في المناطق الريفية، لا سيما الأطفال. هذا يرجع إلى سوء التغذية وعدم كفاية فرص الحصول على الخدمات الصحية والمياه النظيفة وغيرها من الضروريات الأساسية.
- الأمن البيئي -- الأمن البيئي يهدف إلى حماية الناس من ويلات قصيرة الأجل وطويلة الأجل من الطبيعة، من صنع الإنسان التهديدات في الطبيعة، وتدهور البيئة الطبيعية. في البلدان النامية، وعدم الوصول إلى موارد المياه النظيفة هي واحدة من أعظم التهديدات البيئية. في البلدان الصناعية، وأحد التهديدات الرئيسية في تلوث الهواء. ظاهرة الاحتباس الحراري، الناجمة عن انبعاث الغازات المسببة للاحتباس الحراري، هو مسألة أخرى الأمن البيئي.
- الشخصية الأمن -- الأمن الشخصي يهدف إلى حماية الناس من العنف الجسدي، سواء من الدولة أو الدول الخارجية، من الأفراد والجهات الفاعلة عنيفة شبه دولة، من العنف المنزلي، أو من البالغين المفترسة. لكثير من الناس، وأكبر مصدر للقلق هو الجريمة، وخاصة الجرائم العنيفة.
- أمن المجتمع -- منتديات الأمن يهدف إلى حماية الناس من فقدان العلاقات والقيم التقليدية من العنف والطائفية والعرقية. غالبا ما تهدد المجتمعات التقليدية، لا سيما الأقليات العرقية. شهدت ما يقرب من نصف دول العالم بعض الصراعات بين الأعراق. أعلنت الأمم المتحدة سنة 1993 السنة للسكان الأصليين لتسليط الضوء على الضعف المستمر لل300 مليون نسمة من السكان الأصليين في 70 بلدا وهم يواجهون دوامة العنف الآخذة في الاتساع.
- الأمن السياسي -- تشعر الأمن السياسي ما إذا كان الناس يعيشون في مجتمع يحترم حقوقهم الإنسانية الأساسية. ووفقا لمسح أجرته منظمة العفو الدولية، والقمع السياسي والتعذيب المنهجي، وكان لا يزال يمارس سوء المعاملة أو الاختفاء في 110 بلدا. انتهاكات حقوق الإنسان هي الأكثر شيوعا خلال فترات الاضطراب السياسي. جنبا إلى جنب مع الأفراد والجماعات قمع، أن الحكومات قد تحاول ممارسة السيطرة على الأفكار والمعلومات.

منذ ذلك الحين، الأمن البشري تلقي المزيد من الاهتمام من مؤسسات التنمية العالمية الرئيسية، مثل البنك الدولي. Tadjbakhsh، من بين أمور أخرى، يتتبع تطور الأمن البشري في المنظمات الدولية، وخلصت إلى أنه قد تم التلاعب بها وتحويلها مفهوم إلى حد كبير منذ عام 1994 لتتناسب مع المصالح التنظيمية.

### التحرر من الحرية ضد الخوف من العوز وخارجها
في عالم مثالي، سيكون كل من الفئات السبع وبرنامج الأمم المتحدة الإنمائي للتهديدات تحظى باهتمام عالمي والموارد الكافية. بعد محاولات لتنفيذ هذه الأجندة الأمن البشري ادت إلى ظهور مدرستين من الفكر الكبرى حول كيفية ممارسة أفضل أمن الإنسان -- «التحرر من الخوف» "و" التحرر من العوز ". في حين أن تقرير برنامج الأمم المتحدة الإنمائي 1994 جادل أصلا أن الأمن البشري يتطلب الانتباه إلى كلا من التحرر من الخوف والتحرر من العوز، وظهرت انقسامات تدريجيا على مدى النطاق المناسب لتلك الحماية (على سبيل المثال حول ما ينبغي حماية الأفراد من التهديدات)، وعلى الآليات المناسبة ل الاستجابة لهذه التهديدات.
- التحرر من الخوف -- وهذه المدرسة تسعى للحد من ممارسة الأمن البشري لحماية الأفراد من الصراعات العنيفة مع الاعتراف بأن ترتبط بشدة هذه التهديدات العنيفة مع الفقر، وعدم قدرة الدولة وغيرها من أشكال الظلم وهذا النهج يؤكد أن قصر التركيز على العنف هو نهج واقعي ويمكن التحكم فيها من أجل أمن الإنسان. المساعدة في حالات الطوارئ، ومنع الصراعات وحلها، وبناء السلام هي الشواغل الرئيسية لهذا النهج. كندا، على سبيل المثال، كان لاعبا حاسما في الجهود المبذولة لحظر الألغام الأرضية، وأدرجت في «التحرر من الخوف» من جدول الأعمال كعنصر أساسي في سياستها الخارجية الخاصة بها. ومع ذلك، ما إذا كان «الضيقة» مثل هذا النهج يمكن أن تخدم الغرض منه حقا في ضمان المزيد من النتائج المثمرة يبقى أن قضية. على سبيل المثال، غالبا ما تستخدم في الصراعات في دارفور في التشكيك في فعالية «مسؤولية الحماية»، وهو عنصر أساسي في التحرر من الخوف من جدول الأعمال.
- التحرر من الفاقة -- المدرسة يدعو إلى اتباع نهج شمولي في تحقيق الأمن البشري، ويقول أنه ينبغي توسيع جدول الأعمال ليشمل التهديد الجوع والمرض والكوارث الطبيعية لأنها هي مفاهيم لا تنفصل في معالجة الأسباب الجذرية لانعدام الأمن البشري ويقتلون حتى الآن مزيد من الناس من الإبادة الجماعية والحرب والإرهاب مجتمعة. مختلفة من «التحرر من الخوف»، فإنه يتوسع التركيز وراء العنف، مع التركيز على أهداف التنمية والأمن.

وعلى الرغم من خلافاتهما، ويمكن اعتبار هذين النهجين مكملة للأمن البشري بدلا من عبارات متناقضة في هذا الصدد ما يلي:
- فرانكلين روزفلت الشهيرة خطاب الحريات الأربع لعام 1941، والتي «التحرر من الفاقة» هو وصفها بأنها ثالث و«التحرر من الخوف» هو من هذا القبيل الأساسية الرابعة عالميا، والحرية.
- حكومة اليابان تعتبر الحرية من الخوف والتحرر من تريد أن تكون على قدم المساواة في تطوير سياسة اليابان الخارجية. وعلاوة على ذلك، دعا برنامج الأمم المتحدة الإنمائي لعام 1994 انتباه العالم إلى كل من جداول الأعمال.
- سورين بيتسوان الأمين العام الحالي للرابطة يستشهد المنظرين مثل هوبز ولوك وروسو وHoume إلى استنتاج مفاده أن «الأمن البشري هو الهدف الأساسي من تنظيم الدولة في البداية.» ويذهب على أن نلاحظ أن تقرير التنمية البشرية 1994 تنص على انه «إحياء هذا المفهوم»، ويشير إلى أن واضعي تقرير التنمية البشرية 1994 قد يكون إشارة إلى خطاب فرانكلين روزفلت عن الحريات الأربع نقلا حرفيا دون هذا العرض.

على الرغم من أن «التحرر من الخوف» و«التحرر من الفاقة» هي الأكثر يشار إلى فئات من الممارسات الأمنية الإنسان، فإن عددا متزايدا من الأفكار البديلة الاستمرار في الظهور على كيفية ممارسة أفضل أمن الإنسان. من بينها:
- G. الملك موراي وجيم. الملك وموراي محاولة تضييق تعريف أمن الإنسان إلى واحد «توقع سنوات الحياة دون ان تشهد حالة الفقر المعمم». في تعريفها، «الفقر المعمم» تعني «الوقوع تحت العتبات الحرجة في أي مجال من الرفاه»، وأنها في نفس المادة، فإنها تعطي استعراض موجز وفئات «مجالات الرفاه». هذه المجموعة لها تشابه مع «التحرر من العوز» ولكن على نحو أكثر تحديدا ركزت على بعض منظومة القيم.
- كارولين توماس. وقالت إنها تعتبر الأمن البشري وصفه «شرطا من شروط الوجود» الذي ينطوي على الاحتياجات المادية الأساسية، وكرامة الإنسان، بما في ذلك المشاركة الفعالة في حياة المجتمع، وفكرة الفعالة والموضوعية للديمقراطية، من المستوى المحلي إلى العالمية.
- رولاند باريس. ويقول إن العديد من الطرق لتعريف «الأمن البشري» وترتبط مع مجموعة معينة من قيمة ويفقد موقف محايد. لذلك فهو يقترح أن تأخذ أمن الإنسان كفئة للبحث. على هذا النحو، وقال انه يعطي مصفوفة 2 * 2 لتوضيح مجال الدراسات الأمنية.

|                                                                                                   | ما هو مصدر التهديد الأمني؟                                             | الامن لمن                       |
| ------------------------------------------------------------------------------------------------- | ---------------------------------------------------------------------- | ------------------------------- |
| العسكرية وغير العسكرية                                                                            | العسكرية                                                               |                                 |
| إعادة تعريف الأمن (على سبيل المثال، والبيئية والاقتصادية)                                         | الأمن القومي (الواقعية التقليدية نهج للدراسات الأمنية)                 | الدول                           |
| الأمن البشري (على سبيل المثال، والتهديدات البيئية والاقتصادية لبقاء المجتمعات والجماعات والأفراد) | الأمن داخل الدولة (على سبيل المثال، والحرب الأهلية، والصراعات العرقية) | المجتمعات، والمجموعات، والأفراد |

- Sabina Alkira مختلفة مع تلك المناهج تسعى إلى تضييق وتحديد الهدف من الأمن البشري، Sabina Alkire يدفع فكرة خطوة أخرى ك «لحماية الأساسية الحيوية لجميع الأرواح البشرية من التهديدات المنتشرة حرجة، دون إعاقة طويلة الإنسان الوفاء المدى». في مفهوم هذا النحو، وقالت انها تشير إلى ان «الأساسية الحيوية» تغطي مجموعة صغيرة أو الأساسية أو المهام الأساسية المتعلقة بمعيشة والبقاء والكرامة، وجميع المؤسسات وينبغي على الاقل وحماية بالضرورة الأساسية من أي تدخل.
- Lyal S.Songa وفي عام 2009، احتج البروفسور سونجا أن مفهوم الأمن البشري الذي هو على علم تام بالقانون الدولي لحقوق الإنسان والقانون الإنساني الدولي، والقانون الجنائي الدولي والقانون الدولي للاجئين، والتي تأخذ بعين الاعتبار الدولية ذات الصلة والقواعد القانونية التي تحظر استخدام القوة في العلاقات الدولية، ويثبت من المرجح أكثر قيمة للنظرية والممارسة القانونية الدولية على المدى الطويل، من مفهوم الأمن البشري الذي لا يلبي هذه الشروط لأن هذه الحقول للقانون تمثل الإرادة السياسية للجسم، الدول بدلا من التحيز أكثر ذاتية من العلماء.

### العلاقة مع الأمن التقليدي =
انظر أيضا: الواقعية السياسية
ظهرت الأمن البشري باعتباره تحديا للأفكار التقليدية للأمن، ولكن الأمن البشري والتقليدية أو الوطنية ليست مفاهيم متنافية. بدون أمن الإنسان، لا يمكن لأمن الدولة تحقيقه والعكس صحيح.
الأمن التقليدى هو حول قدرة الدولة على الدفاع عن نفسها ضد التهديدات الخارجية. الأمن التقليدى (غالبا ما يشار إليها باسم الأمن القومي أو أمن الدولة) يصف فلسفة غلبة الأمن الدولي منذ اتفاقية سلام وستفاليا عام 1648 وصعود الدولة القومية. في حين يتضمن نظرية العلاقات الدولية العديد من المتغيرات الأمنية التقليدية، من الواقعية إلى المثالية، وهذه الصفة الأساسية التي حصة هذه المدارس هو تركيزها على سيادة الدولة القومية.

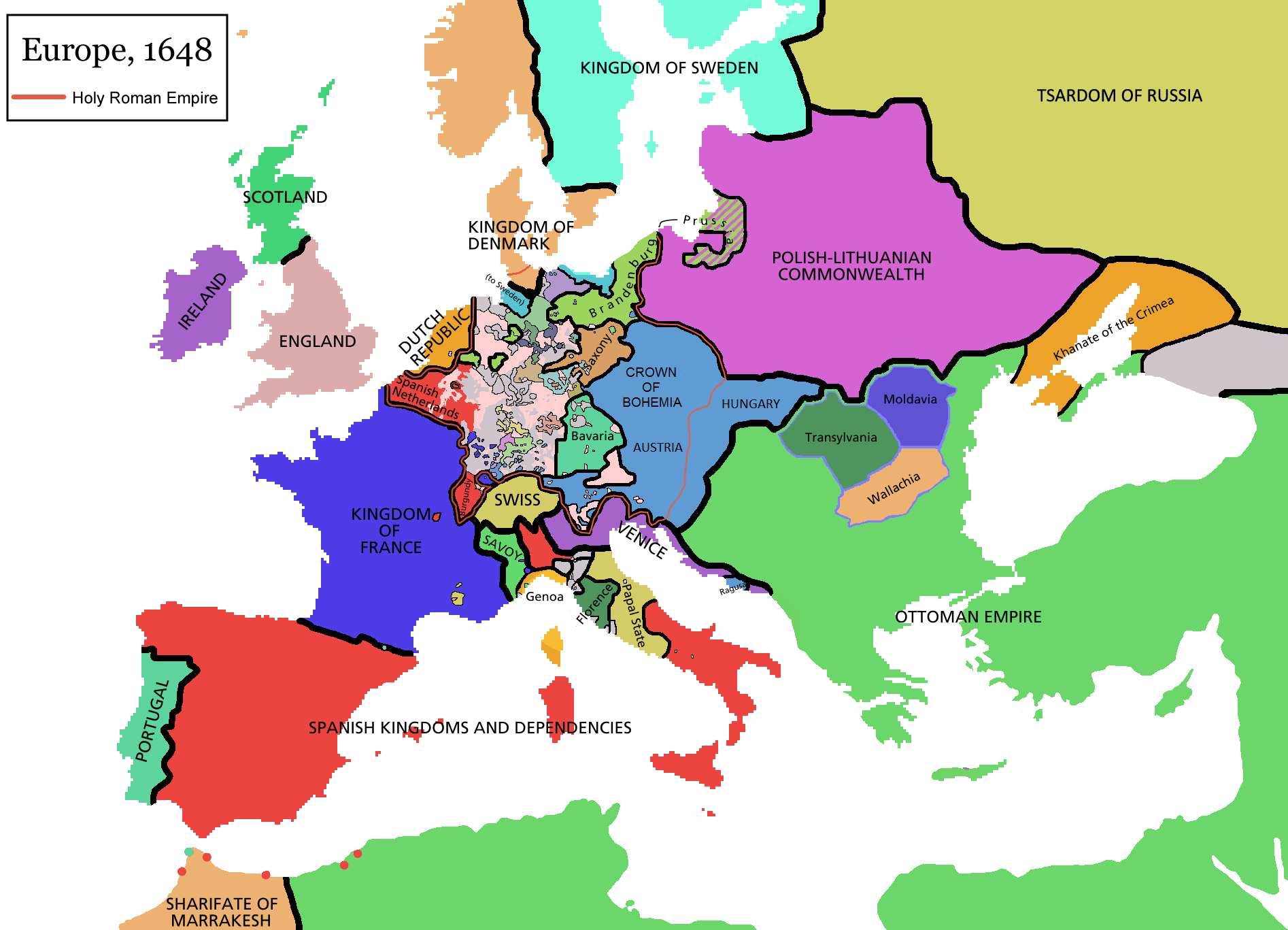
Europe after the Peace of Westphalia in 1648

الجدول التالي يتناقض اربع الاختلافات بين الرؤيتين:
| الأمن البشري | الأمن التقليدي |         |
| --- | --- | ------- |
| أمن الإنسان محوره تركيزه على التحول إلى حماية الأفراد. أبعاد هامة هي أن يترتب على رفاه الأفراد والاستجابة لاحتياجات الناس العاديين في التعامل مع مصادر التهديد.               | تم تصميم السياسات الأمنية التقليدية لتشجيع مطالب أرجع للدولة. ومصالح أخرى تابعة لتلك الدولة. الأمنية التقليدية يحمي حدود الدولة والشعب والمؤسسات والقيم. | عظة     |
| بالإضافة إلى حماية الدولة من العدوان الخارجي، والأمن البشري توسيع نطاق الحماية لتشمل نطاقا أوسع من التهديدات، بما في ذلك التلوث البيئي، والأمراض المعدية، والحرمان الاقتصادي. | الأمنية التقليدية تسعى للدفاع عن الدول الخارجية. aggression.Walter Lipmmna أوضح أن أمن الدولة هو حول قدرة الدولة على ردع أو هزيمة هجوم. يستخدم استراتيجيات الردع للحفاظ على سلامة الدولة وحماية أراضيها من أي تدخل خارجي التهديدات.                                                          | مدى     |
| تحقيق الأمن البشري لا يشمل الحكومات وحدها، ولكن المشاركة الأوسع لمختلف الجهات الفاعلة، بمعنى. المنظمات الإقليمية والدولية، والمنظمات غير الحكومية والمجتمعات المحلية.         | الدولة هي الفاعل الوحيد، لضمان بقائها. صنع القرار في السلطة المركزية للحكومة، وتنفيذ استراتيجيات ونادرا ما ينطوي على الجمهور. الأمنية التقليدية تفترض أن الدولة ذات السيادة هي التي تعمل في بيئة دولية الفوضوية، والتي لا يوجد فيها الهيئة العالمية التي تنظم في تطبيق قواعد السلوك الدولية. | الممثل  |
| الأمن البشري لا يحمي فقط، ولكن أيضا تمكن الناس والمجتمعات كوسيلة من وسائل الأمان. الناس يساهمون من خلال تحديد وتنفيذ الحلول لانعدام الأمن.                                    | الأمن التقليدي تعتمد على بناء القوة الوطنية والدفاع العسكري. الأشكال الشائعة وسباقات التسلح، والتحالفات، والحدود الاستراتيجية الخ. | الوسائل |

### العلاقة مع التنمية
انظر أيضا : التنمية الدولية واقتصاديات التنمية
تقليديا، كان يعتبر اعتناق اقتصاد السوق الليبرالي ليكون المسار العالمي للنمو الاقتصادي، وبالتالي التنمية للبشرية جمعاء. ومع ذلك، واستمرار النزاع وانتهاكات حقوق الإنسان في أعقاب نهاية الحرب الباردة، والواقع أن ثلثي سكان العالم على ما يبدو قد اكتسبت القليل من المكاسب الاقتصادية للعولمة، [21] أدت إلى أسئلة أساسية حول الطريقة التي كان يمارس التنمية. تبعا لذلك، فقد برزت التنمية البشرية في 1990s لتحدي النموذج السائد للاقتصاد الليبرالي في تنمية المجتمع المحلي. أنصار التنمية البشرية يجادل بأن النمو الاقتصادي غير كاف لتوسيع خيار الشعب أو قدرات، لا ينبغي مجالات مثل الصحة والتعليم، والتكنولوجيا، والبيئة، والعمالة لا يمكن تجاهله.
ويمكن أن يقال الأمن البشري لمزيد من توسيع نطاق للبحث في أسباب وعواقب التخلف، من خلال السعي إلى سد الفجوة بين التنمية والأمن. في كثير من الأحيان، لم يكن عنوان جيوش عاملا في الأسباب الكامنة وراء العنف وانعدام الأمن في حين أن العاملين في مجال التنمية قللت كثيرا ما تعرض نماذج التنمية لصراع عنيف. الينابيع أمن الإنسان من توافق متزايد هذين المجالين بحاجة إلى أن تكون أكثر تكاملا من أجل تعزيز الأمن للجميع.
ورقة «التنمية والأمن» من قبل ستيوارت فرانسيس يجادل بأن مترابطة بعمق الأمن والتنمية.
- أمن الإنسان، يشكل جزءا مهما من حياة الناس رفاهية، وبالتالي فهو هدف التنمية.

هدف التنمية هو «توسيع الخيارات البشرية». خفض انعدام الأمن يحبط الحياة قصيرة واستخدام الإمكانات البشرية، مما يؤثر على الوصول إلى هذا الهدف.
انعدام الأمن البشري له عواقب سلبية على النمو الاقتصادي، وبالتالي التنمية.
- بعض تكاليف تطوير واضحة. على سبيل المثال، في الحروب، يمكن للأشخاص الذين ينضمون إلى الجيش أو الفرار لم تعد تعمل بصورة منتجة. أيضا، وتدمير البنية التحتية يقلل من القدرة الإنتاجية للاقتصاد.
- التنمية المتوازنة التي تنطوي على عدم المساواة الأفقية مصدر مهم من الصراع.

لذلك، تبرز بسهولة حلقات مفرغة من انعدام التنمية التي تقود إلى الصراع، ومن ثم إلى انعدام التنمية. وبالمثل، الدورات الفاضلة ممكنة، مع مستويات عالية من الأمان الرائدة في التنمية، الذي يشجع المزيد من الأمن في العودة.
كذلك، يمكن أيضا القول أن ممارسة التنمية البشرية والأمن البشري حصة ثلاثة عناصر أساسية :
- أولا، الأمن البشري والتنمية البشرية على حد سواء محورها. انه تحدي النهج التقليدي للأمن والتنمية أي أمن الدولة والنمو الاقتصادي الليبرالي على التوالي. وينبغي تمكين كل من تعامل الإنسان كعوامل والمشاركة في الدورة.
- ثانيا، هي على حد سواء المنظورات المتعددة الأبعاد. كل الناس في الكرامة عنوان فضلا عن همومهم المادية والجسدية.
- ثالثا، وكلاهما ينظر في مدارس الفكر الفقر وعدم المساواة والأسباب الجذرية للضعف الفرد.

رغم هذا التشابه، والعلاقة مع التنمية هي واحدة من أكثر المناطق المتنازع عليها الأمن البشري. «التحرر من الخوف» دعاة، مثل ماك اندرو، يزعم أن الأمن البشري ينبغي أن تركز على الأهداف التي يمكن تحقيقها من خفض الضعف الفردية للصراع العنيف، بدلا من الأهداف المحددة على نطاق واسع للتنمية الاقتصادية والاجتماعية. آخرون، مثل Tadjbakhsh وChenoy، يجادلون بأن ترتبط ارتباطا وثيقا بالتنمية البشرية والأمن البشري منذ التقدم في واحد من شأنه أن يعزز فرص التقدم في فشل آخر في حين يزيد من خطر الحريق واحدة من فشل آخر.
يعتمد الجدول التالي للمساعدة في توضيح العلاقة بين هذين المفهومين.
| الامن البشرى | التنمية البشرية                                                          | متغيرات             |
| --- | ------------------------------------------------------------------------ | ------------------- |
| الأمن والاستقرار والاستدامة من مكاسب التنمية                                                                                                  | جيدة                                                                     | قيم                 |
| ينظر إلى اليسار الذي كان وراء على المستوى الفردي : "قسمنا الخريف"                                                                             | يتحرك إلى الأمام، هو تقدمي وتجميع : "معا ننهض"                           | اتجاه               |
| يجمع بين تدابير قصيرة الأجل للتعامل مع المخاطر الطويلة الأجل جهود الوقاية.                                                                    | طويلة الأجل                                                              | الإطار الزمني       |
| "تامين" الركود مع الأمن. تحديد المخاطر والوقاية لتجنب لهم من خلال التعامل مع الأسباب الجذرية، والتحضير للتخفيف منها، وتوسيد عند وقوع الكوارث. | النمو مع الإنصاف. توسيع الخيارات والفرص من الناس لأنهم يعيشون حياة قيمة. | الأهداف العامة      |
| حماية وتعزيز بقاء الإنسان (الحرية من الخوف)، والحياة اليومية (الحرية من العوز)، وتجنب الإهانات (الحياة الكريمة).                              | التمكين، والاستدامة والإنصاف والإنتاجية.                                 | تحقيق أهداف السياسة |

### العلاقة مع حقوق الإنسان
انظر أيضا : حقوق الإنسان
الأمن البشري هو مدين للتقليد حقوق الإنسان (أفكار القانون الطبيعي والحقوق الطبيعية). ويمكن النظر إلى وضع نموذج الأمن الإنساني أن يكون الاعتماد عليها الأفكار والمفاهيم الأساسية لتقاليد حقوق الإنسان. كلا النهجين استخدام الفرد هو المرجع الرئيسي وكلاهما يرى أن هناك مجموعة واسعة من المسائل (أي الحقوق المدنية والهوية الثقافية، والحصول على التعليم والرعاية الصحية) تعتبر أساسية لكرامة الإنسان. هناك فرق كبير بين النموذجين في نهجها لمعالجة الأخطار التي تهدد كرامة الإنسان والبقاء على قيد الحياة. في حين أن إطار حقوق الإنسان نهجا قانونية، وإطار للأمن البشري، من خلال استخدام مجموعة متنوعة من الجهات الفاعلة، تتبنى نهج مرن وقضية محددة، والتي يمكن أن تعمل على المستويات المحلية أو الوطنية أو الدولية.
هناك من يطعن في طبيعة العلاقة بين الأمن البشري وحقوق الإنسان في أوساط المدافعين عن الأمن البشري. بعض المدافعين عن الأمن الإنساني يجادل بأن الهدف من الأمن البشري ينبغي أن يكون للبناء وتقوية العالمية القائمة إطار القانوني لحقوق الإنسان ولكن غيرهم من الدعاة عرض الإطار القانوني لحقوق الإنسان كجزء من مشكلة انعدام الأمن العالمي، ونعتقد أن الإنسان يجب أن المقاربة الأمنية تدفعنا للتحرك وتتجاوز هذا النهج قانونية للحصول على المصادر الكامنة وراء عدم المساواة والعنف التي هي الأسباب الجذرية لانعدام الأمن في عالم اليوم.

### الجنسين والأمن البشري
الأمن البشري يركز على خطورة إهمال الاهتمامات المتعلقة بنوع الجنس في إطار النموذج الأمني التقليدي. ويعني التركيز الأمنية التقليدية على التهديدات العسكرية الخارجية للدولة التي تم التغاضي عن معظم التهديدات التي تواجهها النساء. من خلال التركيز على الفرد، ونموذج الأمن الإنساني يهدف إلى معالجة الشواغل الأمنية كل من المرأة والرجل على قدم المساواة. النساء غالبا ما تكون أسوأ ضحايا العنف والصراع : انهم يشكلون غالبية القتلى من المدنيين، ومعظمهم من اللاجئين، وغالبا ما يكونون ضحايا لممارسات قاسية ومهينة، مثل الاغتصاب، هو أيضا يهدد أمن المرأة غير المتكافئة الحصول على الخدمات والموارد والفرص. الأمن البشري يسعى إلى تمكين المرأة، من خلال المشاركة، والتعليم، والحصول عليها، كما يعتبر تحقيق المساواة بين الجنسين كشرط مسبق ضروري لتحقيق السلام والأمن ومجتمع مزدهر.

### منع وتفاعل، وإعادة بناء
انظر أيضا : مسؤولية الحماية
الأمن البشري يسعى إلى معالجة الأسباب الكامنة وآثار طويلة الأجل للصراعات بدلا من مجرد رد فعل للمشاكل، وكثيرا ما تتهم النهج التقليدي للأمن به. «النقطة الأساسية للجهود الوقائية هو، بطبيعة الحال، للحد، والقضاء على أمل، والحاجة للتدخل تماما» في حين أن الاستثمار في تأهيل أو إعادة بناء يسعى إلى ضمان أن الصراعات السابقة لا تولد العنف في المستقبل. وتبنت بوضوح مفاهيم الوقاية واعادة اعمار باسم «مسؤولية منع» وضعت بشكل جيد في «المسؤولية لحماية تقرير اللجنة الدولية المعنية بالتدخل وسيادة الدول».

## ممارسة
في حين أن هناك أمثلة عديدة لنهج الأمن البشري في العمل، واثنين من أبرز الأحداث السياسية العالمية مع روابط مباشرة إلى جدول أعمال الأمن البشري تشمل وضع مسؤولية الحماية (R2P) المبادئ التوجيهية التدخل الإنساني وإقرار معاهدة حظر الألغام المضادة للأوتاوا المضادة للأفراد.

### التدخل الإنساني
المادة الرئيسية : التدخل الإنساني
تطبيق أمن الإنسان ترتبط ارتباطا وثيقا في مجال التدخل الإنساني، كما أنها تركز على معالجة المشاكل عميقة الجذور والمتعددة مضروب المتأصلة في الأزمات الإنسانية، ويقدم قرارات طويلة الأجل أكثر. بشكل عام، والتدخل الإنساني مصطلح ينطبق عموما على الدولة عندما تستخدم القوة ضد دولة أخرى من أجل تخفيف المعاناة في ولاية الأخير (انظر، على التدخل لأسباب إنسانية).
في إطار النموذج الأمني التقليدي التدخل الإنساني غير المثيرة للجدل. كما نوقش أعلاه، فإن النموذج الأمني التقليدي يركز على مفهوم ولاية. وبالتالي، ومبادئ سيادة الدول وعدم التدخل التي لها أهمية قصوى في النموذج الأمنية التقليدية تجعل من الصعب تبرير تدخل الدول الأخرى في النزاعات الداخلية. من خلال وضع مبادئ واضحة تقوم على مفهوم الأمن البشري، كانت هناك خطوة إلى الأمام في وضع قواعد واضحة عن متى يمكن أن يحدث التدخل الإنساني، والتزامات الدول التي تتدخل في النزاعات الداخلية للدولة.
هذه المبادئ على التدخل لأسباب إنسانية هي نتاج النقاش دفعت من قبل الأمم المتحدة ان امينها العام كوفي عنان. انه يشكل تحديا للمجتمع الدولي لإيجاد مقاربة جديدة للتدخل الإنساني التي ردت على المشاكل المتأصلة فيها. وفي عام 2001، أصدرت اللجنة الدولية المعنية بالتدخل وسيادة الدولة (ICISS) على «مسؤولية الحماية»، وهو تقرير شامل بالتفصيل الكيفية التي يمكن أن تمارس «حق التدخل الإنساني». وتنظر إليه على أنه انتصار لنهج الأمن البشري كما أكد اهتمام وتجمعوا هناك حاجة ماسة إلى بعض من مبادئه الرئيسية :
- حماية رفاه الفرد هو أكثر أهمية من الدولة. إذا هددت أمن الأفراد داخليا من قبل الدولة أو خارجيا من قبل دول أخرى، يمكن أن يتم تجاوز سلطة الدولة.
- معالجة الأسباب الجذرية للأزمات الإنسانية (الاقتصادية على سبيل المثال، عدم الاستقرار السياسي أو الاجتماعي) هو وسيلة أكثر فعالية في حل المشاكل وحماية أمنية طويلة الأجل للأفراد.
- الوقاية هي الحل الأفضل. فهم جماعي لقضايا أعمق الاجتماعية جنبا إلى جنب مع الرغبة في العمل معا ضروري لمنع وقوع الأزمات الإنسانية، وبالتالي منع غياب الأمن البشري على نطاق واسع بين السكان (وهو ما قد يعني المزيد من الاستثمار في مشاريع التنمية).

ويوضح التقرير مدى فائدة نهج الأمن البشري، وخصوصا قدرتها على فحص سبب الصراعات التي تفسر وتبرر التدخل الإنساني. بالإضافة إلى ذلك، يمكن أن تكون أيضا نموذجا لتحديد وترتيب الأولويات وتسوية المشاكل عبر وطنية كبيرة، واحدة من العوامل الأساسية التي تكون بمثابة حافز للتدخل الإنساني في المقام الأول. ومع ذلك، والأمن البشري لا تزال تواجه صعوبات فيما يتعلق بنطاق تطبيقه، والمشاكل الكبيرة التي تتطلب التدخل الإنساني عادة يتم إنشاؤها من مجموعة من المشاكل الاجتماعية والسياسية والثقافية والاقتصادية التي قد تتجاوز حدود المشاريع الإنسانية. وفي من ناحية أخرى، يمكن العثور على أمثلة ناجحة لاستخدام مبادئ الأمن الإنساني داخل التدخلات.
وتتنوع نجاح التدخل الإنساني في الشؤون الدولية. كما نوقش أعلاه، والتدخل الإنساني هو قضية مثيرة للجدل. أمثلة لتوضيح التدخل الإنساني، التي تدخل في بعض الحالات يمكن أن يؤدي إلى نتائج كارثية، كما حدث في سربرينيتشا والصومال. في حالات أخرى، أدى عدم وضوح بالنسبة لقواعد التدخل عندما يمكن أن يحدث في التقاعس عن العمل المأساوي، كما شهدت خلال الإبادة الجماعية في رواندا. مثال على ذلك هو واحد من التدخل إنسانية ناجحة، وكذلك المبادئ الإنسانية التي يجري تطبيقه هو الذي تيمور الشرقية، وذلك قبل استقلالها، كانت تعاني من انتهاكات جسيمة لحقوق الإنسان من قبل الميليشيات الموالية للالإندونيسي وحرب التمرد بقيادة تيمور الشرقية الأصليين ضد القوات الاندونيسية. وتم نشر بعثة لحفظ السلام لضمان الانتقال إلى الاستقلال وتأسيس الأمم المتحدة وإدارة الأمم المتحدة الانتقالية في تيمور الشرقية. هذا ليس فقط التعامل مع الأولويات الأمنية التقليدية، ولكنها ساعدت أيضا في مشاريع بناء الأمة، ومنسق المساعدات الإنسانية وإعادة التأهيل المدني، مما يدل ليس فقط التدخل الناجح الإنساني ولكن أيضا التطبيق الفعال لمبادئ الأمن البشري.

### الألغام المضادة للأفراد
المادة الرئيسية: اتفاقية أوتاو

State Parties to the Ottawa Treaty

على النقيض من الخطب الأمنية التقليدية التي ترى الأمنية والتي تركز على حماية مصالح الدولة، وأنصارالأمن البشري نعتقد أن الألغام المضادة للأفراد لا يمكن أن تكون قابلة للحياة من أسلحة الحرب بسبب الاضرار الجانبية التي تسببها هائلة، وطبيعتها العشوائية واستمرار الصراع بعد. على وجه الخصوص، يجادلون بأن الألغام المضادة للأفراد تختلف عن معظم الأسلحة التي يجب أن تكون موجهة وأطلقوا النار منذ لديهم القدرة على القتل والتشويه بعد وقت طويل من الأطراف المتحاربة قد توقف القتال. وقد قدرت الأمم المتحدة أن الألغام الأرضية ما لا يقل عن عشر مرات أكثر عرضة للقتل أو جرح مدني بعد صراع من المقاتلين خلال العمليات العدائية. هي أيضا آثار طويلة الأمد. ويقدر أن الحملة المضادة للأفراد كانت السبب في سقوط ضحايا في 2006. ولما تقليديا، والدول من شأنه أن يبرر هذه الآثار السلبية للألغام نظرا لأنها تعطي ميزة على أرض المعركة، تحت عدسة الأمن الإنساني، وهذا لا يمكن الدفاع عنه كما أثر بعد انتهاء الصراع واسعة النطاق على خبرة يوما بعد يوم الأفراد تفوق الميزة العسكرية.
وينظر في اتفاقية أوتاوا، التي أدت إلى حظر الألغام المضادة للأفراد، وانتصارا لأمن الإنسان من جدول الأعمال. لقد أثبتت اتفاقية أوتاوا ليكون خطوة كبيرة إلى الأمام في «التحرر من الخوف» النهج. في أوتاوا، تم نقل المفاوضات خارج محافل نزع السلاح التقليدي، وبالتالي تجنب المنطق التقليدية الراسخة من تدابير الحد من التسلح. ووفقا لالدون هوبير، مدافعا عن أمن الإنسان من وزارة الشؤون الخارجية الكندية، والسبب الرئيسي لنجاحه وكان التركيز المتعدد الأطراف. في حين والمنظمات غير الحكومية الدولية مثل الأمم المتحدة واللجنة الدولية تظل اللاعبين الرئيسيين مع الدول قوة متوسطة مثل النرويج وكندا وقوتها الفعلية ودفع يأتي من إشراك مجموعة من الأطراف الفاعلة في المجتمع المدني (المنظمات غير الحكومية)، وعامة الجمهور. الإنسان أنصار الأمن نعتقد أن هذه المعاهدة قد وضعت معايير جديدة في مجال الدعوة الإنسانية وتصرفت باعتبارها علامة فارقة في القوانين الدولية من أجل عالم أكثر أمنا.
منتقدي المعاهدة نحذر من التهاون في نجاحها. كثير من الدول، وقعت ولم تصادق على هذه الاتفاقية. وهي تشمل الصين وروسيا والولايات المتحدة الذين هم من المساهمين الرئيسيين لتجارة الأسلحة العالمية. ثانيا، وجاء تأثير حقيقي على المعاهدة حتى ولو كانت هناك مجموعة متنوعة من الجهات الفاعلة في المجتمع المدني، من تلك الموجودة في العالم " الشمال. ثالثا، قد يجادل المتشككون أن نجاح هذه الحملة تنبع من حقيقة أن هذه الأسلحة قديمة وذات قيمة عسكرية محدودة وساعدت هذه المعاهدة فقط لتسريع العملية التي كان يمكن أن يحدث على أي حال.

## الانتقادات
قدم سبعة أسئلة صعبة Tadjbakhsh على مفهوم الأمن البشري في 13 سبتمبر 2005 في «أمن الإنسان : 60 دقيقة للإقناع» المناقشة التي جرت في اليونسكو :
1) يمكن أن يكون هناك اتفاق على التعاريف؟ من دون الإجماع على تعريف للأمن البشري، فإنه سيكون من الصعب تنفيذ واتخاذ قرار بشأن برنامج الأمن الإنساني المشترك. اليوم، هناك اتفاق على أنه ينبغي أن يؤخذ أمن الإنسان من أكثر الناس محورها من نهج الدولة محورها، ولكن كما ذكرنا أعلاه، فإن تعريف أو نطاق الأمن البشري لا تزال غامضة.
2) هل صعود «الأمن القومي» تعطيل عملية توسيع الأمن البشري؟ منذ هجمات 11 سبتمبر، أصبح الاهتمام على الأمن بشكل أكبر على الأمن القومي بدلا من الأمن البشري. وفقا لدراسة أعدتها منظمة المعونة المسيحية «، وشهد عام 2004 1 مليار دولار من المساعدات تم تحويلها إلى الحرب على الإرهاب على حساب الفقر والأهداف الإنمائية للألفية». وكما تحول التركيز من نهج ينطلق من القاعدة إلى نهج من أعلى إلى أسفل وقد يعني هذا أيضا أن الاستثمارات التي هي استراتيجيا خطط طويلة الأجل بدلا من المدى القصير، وانعكس ذلك في حجم الإنفاق. وكانت النفقات العسكرية اعتبارا من عام 2004 على ما يبدو «عشرين مرة أكبر من نفقات المعونة»، كما ذكرت حولية SIRPI 2004. والسؤال المطروح الآن هو، هل فات الأوان لإعادة إحياء محور الدولة والأمن القومي للأمن البشري؟
3) من هو المسؤول عن التنفيذ؟ الكثير من النقاش تم اليوم في ما يخص نهج للأمن البشري، ولكن مع القليل من التركيز على من هو المسؤول عن تنفيذه. ". كسياسة المحلية في مجال التنمية وحقوق الإنسان" العديد من الدول لديها "اعتماده كأداة للسياسة الخارجية" ولكن معظمهم كان من تجاهل أيضا، يبدو أن الناس تكون غائبة في عملية للأمن البشري، "الناس ليسوا على المتلقي السلبي الأمن "، أو ضحايا غيابها، ولكن المواد النشطة التي ينبغي أن تسهم بشكل مباشر في تحديد وتنفيذ حلول للمشاكل الأمنية." هناك يكمن أيضا في عدم وجود تفويض من مكتب المفتش العام على العمل في أوقات الحاجة. الإبادة الجماعية في رواندا، وإلى درجة معينة من الأفعال التي تحدث حاليا في دارفور يبدو أنها تشير إلى هذا الاتجاه. وقد ذكر عدم وجود إرادة سياسية قوية للعمل في أوقات الحاجة الماسة من قبل الأمين العام السابق للامم المتحدة كوفي انان باعتباره speedbump كبرى للقضاء على التهديدات الأمنية المباشرة.
4) ما هي الأولويات والمقايضات؟ «أي وجود العديد من التهديدات التي تستحق أكبر قدر من الاهتمام؟» ليس هناك تحديد الأولويات أو «التسلسل الهرمي» اليوم على القضايا التي هي أكثر أهمية من غيرها. وهذا يمكن أن يسبب صعوبات في تحديد الأهداف وتوجيه الموارد على حلول محددة لمشكلات فورية. تحديدا في ظل الظروف الراهنة في العالم، حيث هناك الكثير من المشاكل المتنامية، بما في ذلك ارتفاع أسعار الغذاء وندرة مصادر المياه العذبة، والتهديد الدائم من عدم الاستقرار السائدة في المنطقة "hotzones" في جميع أنحاء العالم، يبدو من الضروري أن يكون نوعا يجب وجود جدول الأعمال على ما يمكن احتواء التهديد الأول.
5) هل تطبق جدول الأعمال بين القطاعات؟ هناك حاجة إلى مزيد من التركيز على «العلاقات ،» كيف يمكن التدخل فيها سلبا أو ايجابا تؤثر على المجالات الأخرى، وكيف يمكن تحسين هذه الآثار على الأمن البشري التدخل النهج. ومع ذلك، ومثالية مثل هذه الأصوات، والسؤال هو كيف سنقوم بتنفيذ هذا عندما يكون هناك «عدم وجود نهج متعدد التخصصات بين الجهات المانحة والحكومات»؟ ومرة أخرى هذا يثير أيضا مسألة نطاق الأمن في إطار الوضع الراهن هو الدول في المقام الأول وعلى المنظمات الحكومية الدولية التي هي الجهات الفاعلة الأولى في أي أزمة أمنية، في حين أنها هي الأفراد من الدول التي هي في الواقع في ضرر. بينما المنظمات غير الحكومية والمنظمات الإنسانية الأخرى لا تثير الجهود الرامية إلى التركيز على الأفراد، لا تزال هناك فجوة ضخمة بين اثنين.
6) كيف يمكن أن نفهم بشكل أفضل الصراعات؟ من المهم أن نفهم الصراعات من أجل حل ومنعهم، وأنه من الأسهل لفهم الصراع في أوقات النزاع «، على حد سواء لمعالجة منع نشوب الصراعات وإعادة البناء وإعادة الإعمار في مراحل ما بعد الصراع.» اليوم، فإننا نتساءل كيف جيدا اننا لا نفهم حقا الصراع؟ كيف يمكننا تحسين فهمنا من ذلك؟
7) كيف يمكننا تطبيق أفضل أمن للإنسان لا ضرر؟ في الماضي، عندما اتخذ التدخل البشري في دول مثل يوغوسلافيا السابقة والصومال ورواندا، وقد جادل البعض بأن وبذل المزيد من الضرر بدلا من الفائدة. يجب أن يكون أفضل التدخلات «استهدفت وتنفيذها ورصدها، ومنسقة» لخفض «التبعية والطاقة والرعاية الكريمة لجماعات معينة.» يجب القيام بشيء ما لضمان أن التدخلات في المستقبل لا يسبب ضررا، ولكن السؤال المطروح الآن هو كيفية القيام بذلك.
في مكان آخر Tadjbakhsh لاحظ أن قياس الأمن البشري كانت صعبة. لاحظت عدم وجود توافق في الآراء حول تعريف واحد، والبيانات، وصياغة والتحديات. بيد أنها ذكرت أيضا أن «هذه التحديات لا يعني أن الأمن الإنساني هو قياس ممارسة عقيمة، بل على العكس. ليصبح مفهوما ليونة، وخصوصا بالنسبة لصانعي السياسات، ويجب ان تكون هناك وسيلة ليتعرف عليه وقياسه».

## وضع مؤشر أمن الإنسان والبيئة لنفس مناقشة
كما لو كان للرد على النقاط المذكورة أعلاه، نموذج أولي مؤشر أمن الإنسان، وصدر في عام 2008. منسق المشروع DA هاستينغز تلاحظ انه «إذا كان هناك اعتراض واحد لإنشاء فهرس على حالة الناس التي تركز على الأمن البشري، مثل واضعي الوثيقة التي تواجهها التنمية البشرية في عام 1990 وتوسعت نوعيا في عام 1994، يمكن للمرء أن تبدأ الآن للقيام بذلك -- على الأقل من أجل المناقشة والتحسينات الناتجة» مدرجة 200 بلدا في هذا المؤشر الأمن البشري. الإفراج عن وثيقة للأمم المتحدة ورقة عمل بانكوك نشر ومناقشة ما يلي :
- مؤشر التنمية البشرية -- والتي يتم تعديلها كل من مكونات مؤشر التنمية البشرية (التعليم والصحة والدخل) من قبل مؤشر الإنصاف في محاولة للتكيف، على سبيل المثال، أن الفجوة بين مؤشر الإجمالي نصيب الفرد من الناتج المحلي (المعدلة لتعادل القوة الشرائية) والتدبير المطلوب من الموارد المالية «في الجيب» الشخص العادي في أي بلد. في هذا المؤشر مع بعض البلدان تقييمات عادلة نسبيا بالمقارنة مع مؤشر التنمية البشرية الخاصة بهم (مثل أيسلندا، وجمهورية سلوفاكيا واستونيا) بشكل جيد نسبيا، في حين أن بعض البلدان التي لديها تقييمات منصفة نسبيا بالمقارنة مع المبادرة الخاصة بهم (مثل أيرلندا واليونان والولايات المتحدة) لا أقل أيضا.
- مؤشر النسيج الاجتماعي الذي يعدد الأمن البشري فيما يتعلق بالبيئة والتنوع والسكينة، والتحرر من الفساد، ومعلومات التمكين. وقد مزج هذا مع مؤشر التنمية البشرية لتشكيل مؤشر أولي الأمن البشري.

إلى جانب الأوراق المذكورة هنا، وقد عقدت العديد من ورش العمل وحلقات النقاش نحو صيغة محسنة من النسخة HSI 2، من المتوقع الإفراج عن أواخر عام 2010، وفقا لموقع HumanSecurityIndex.org المشروع. ونلاحظ إطلاق النسخة 2 HSI يلاحظ أن الإصدار 2 يحاول الاتصال المفاهيم على خط القاع الثلاثي من Elkington jon فضلا عن أهداف لجنة قياس الأداء الاقتصادي والتقدم الاجتماعي.